# 杨树宽
杨树宽（1969年6月16日—），小名“三宝”，回族，河北省唐山市古冶区人。为唐山华云实业有限公司董事长、唐山市政协委员。曾通过贿赂当地公安局人员，敲诈当地企业8亿元人民币。并且组织犯罪团伙，私藏枪支，开装甲车上街巡逻。当地官员称其曾为经济发展做出贡献。